# دل‌اورتو
دل‌اورتو (انگلیسی: Dell'Orto) شرکت خودروسازی ایتالیایی است، که در سال ۱۹۳۳ تأسیس شد.